# Xanthophylle
| Strukturen einiger Xanthophylle          |
| ---------------------------------------- |
| Lutein (CAS-Nummer: 127-40-2)            |
| Zeaxanthin (CAS-Nummer: 144-68-3)        |
| Astaxanthin (CAS-Nummer: 472-61-7)       |
| Canthaxanthin (CAS-Nummer: 514-78-3)     |
| Capsanthin (CAS-Nummer: 465-42-9)        |
| Myxoxanthophyll (CAS-Nummer: 11004-68-5) |
| Fucoxanthin (CAS-Nummer: 3351-86-8)      |
| Sarcinaxanthin (CAS-Nummer: 11031-47-3)  |
| Peridinin (CAS-Nummer: 33281-81-1)       |
| Dinoxanthin (CAS-Nummer: 54369-12-9)     |
| Diadinoxanthin (CAS-Nummer: 18457-54-0)  |
| Staphyloxanthin (CAS-Nummer: 71869-01-7) |

Xanthophylle (altgriechisch ξανθός xanthós „gelb“, φύλλον phyllon „Blatt“) sind neben den Carotinen die zweite wichtige Gruppe der Carotinoide.
Ähnlich wie Carotine sind Xanthophylle meist Tetraterpene, doch tragen sie sauerstoffhaltige Gruppen in Form von Hydroxy- (-OH), Carbonyl- (-C=O) und Carboxygruppen (-COOH) sowie seltener Oxirangruppen.

## Vorkommen und Funktion

Absorptionsspektren von Lutein, Spirilloxanthin und Fucoxanthin

Xanthophylle kommen in den Plastiden aller photosynthetisch aktiven Zellen von Pflanzen vor. In der Domäne der Eukaryoten können sie nur von Pflanzen synthetisiert werden; die in Tieren gefundenen Vertreter sind durch die Nahrung zugeführt.
Xanthophylle sind auch in grün gefärbtem Blattgemüse wie Spinat (10 mg/100 g), Grünkohl (20 mg/100 g) und Salat enthalten. In der Domäne der Prokaryoten werden sie von einigen Bakterien gebildet, die an Standorten leben, die dem Licht stark ausgesetzt sind. Als Pigmente in der Zellmembran schützen sie vor der Photooxidation von Zellbestandteilen.

## Eigenschaften
Die Xanthophylle sind trotz der polaren Gruppen lipophil und damit oft wenig löslich; teils wird die Löslichkeit in Wasser durch Glykosylierung mit einem Monosaccharid verbessert. Xanthophylle sind hitzeempfindlich, sie werden beim Kochen zu 60–100 % zerstört. Sie kommen als Farbstoffe sowohl in Tieren, als auch in Pflanzen vor. Die meisten Xanthophylle besitzen eine gelbe, rote oder orange Färbung, seltener sind blaue oder violette Farbtöne. Xanthophylle können mit Sauerstoff oxidiert werden, z. B. zu Mutatochrom.

## Wichtige Vertreter
- Astaxanthin (rotviolett), Hauptcarotinoid der marinen Fauna (z. B. Lachs, Hummer)
- Canthaxanthin (rot, E 161g[4]), Farbstoff in Krabben, Flamingofedern und Pfifferlingen
- Capsanthin (rot) und Capsorubin (rot, beide E 160c[5]), Farbstoffe der Paprikafrüchte
- Cryptoxanthin (rot, war E 161c), Farbstoff in z. B. Sonnenblumen und Physalis
- Fucoxanthin (braun), der Farbstoff der Braunalgen (Phaeophyceae)
- Lutein (gelborange, E 161b[6]), ein Farbstoff, der in den Chloroplasten vorkommt
- Myxoxanthophyll (violett), ein Farbstoff der Cyanobakterien
- Sarcinaxanthin (gelb), ein Farbstoff, der in bestimmten Bakterienarten (z. B. Micrococcus luteus) vorkommt[7]
- Staphyloxanthin (goldgelb), ein Farbstoff, der in dem Bakterium Staphylococcus aureus vorkommt.[8]
- Violaxanthin (gelb, war E 161e), ein Blattfarbstoff
- Zeaxanthin (orangegelb, war E 161h), wichtigstes Schutzpigment des Photosyntheseapparates (Xanthophyllzyklus)

## Verwendung
Xanthophylle werden Futtermitteln zugesetzt, um Färbungen in tierischen Produkten zu erzielen. So wird beispielsweise Astaxanthin dem Hühnerfutter beigemengt, um die Färbung des Eigelbs zu intensivieren, und dem Fischmehl für Zuchtlachs zugesetzt, um eine rötliche Fleischfarbe zu erhalten. Zum direkten Färben des dorschartigen Köhler, sogenannter Seelachs, wird  oft Canthaxanthin verwendet. Lutein findet als Farbstoff in nichtkohlensäurehaltigen Getränken, Energieriegeln und diätetischen Lebensmitteln Verwendung.